# Monogener Erbgang
Bei einem monogenen oder „einfachen“ Erbgang ist nur ein Gen für die Ausprägung des Merkmals verantwortlich. Wichtig ist, ob das Gen auf einem Autosom oder Gonosom liegt.
Dieser Erbgang wurde bereits von Mendel beschrieben, ein monogener Erbgang folgt den mendelschen Regeln (sofern das betroffene Gen auf einem Autosom liegt).